# 舟蛤属
舟蛤屬，又名巴林蛤屬，原是帘蛤目沙錢蛤科的一個屬，随同沙錢蛤科被降為猿頭蛤科之下的一個亞科，本屬亦成為了猿頭蛤科的成員。
本屬物種主要分布于中国大陆，常栖息在潮间带。在虹管巴林蛤被發現之前，本屬物種原屬Rochefortia屬。

## 物種
截至2018年1月5日，根據WoRMS的紀錄，本屬只餘下兩個物種：
- Barrimysia cumingii (A. Adams, 1856)
- 虹管巴林蛤（Barrimysia siphonasomae Morton（英语：Brian Morton） & Scott, 1989[2][3]）

Barrimysia (Callomysia) Habe, 1951這個亞屬現已獨立出來成為單獨一個屬Callomysia Habe, 1951，以下物種撥歸這個新的屬：
- Barrimysia (Callomysia) ornata (Barnard, 1964)成為了Callomysia ornata (Barnard, 1964)

異名
- Barrimysia excellens (Hedley, 1912)被認為是Barrimysia cumingii (A. Adams, 1856)的異名；
- Barrimysia ornata (Barnard, 1964)被認為是Callomysia ornata (Barnard, 1964)的異名；
- Barrimysia sagamiensis Kuroda & Habe, 1971被認為是Callomysia sagamiensis (Kuroda & Habe, 1971)的異名；